# اوشیان
اوشیان، روستایی سیاحتی تفریحی از توابع بخش چابکسر شهرستان رودسر در استان گیلان ایران است. مردم اوشیان گیلک هستند و به زبان گیلکی سخن می‌گویند .

## جمعیت
این روستا در دهستان اوشیان قرار دارد و براساس سرشماری مرکز آمار ایران در سال ۱۳۸۵، جمعیت آن ۱٬۴۹۳ نفر (۴۰۹خانوار) بوده‌است.